# 2a etapa del Tour de França de 2013
La 2a etapa del Tour de França de 2013 es disputà el diumenge 30 de juny de 2013 sobre un recorregut de 156 km entre les viles corses de Bastia i Aiacciu.
La victòria d'etapa fou pel belga Jan Bakelants (RadioShack-Leopard), que s'imposà amb un segon d'avantatge sobre el grup perseguidor després d'una escapada que va protagonitzar en els darrers quilòmetres. Amb aquesta victòria també aconseguí el lideratge de la cursa. Pierre Rolland (Team Europcar) passà a liderar la classificació de la muntanya, Michał Kwiatkowski (Omega Pharma-Quick Step) la dels joves i el RadioShack-Leopard la classificació per equips, mentre Marcel Kittel (Argos-Shimano) conservava la classificació per punts.

## Recorregut

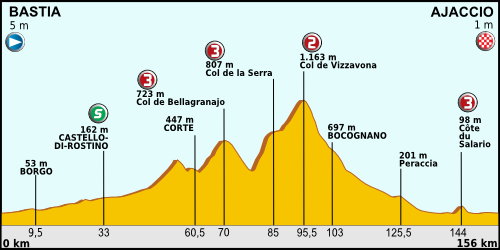
Recorregut de la 2a etapa

Etapa de mitjan muntanya, tot travessant Còrsega en diagonal, des de Bastia, al nord, fins a Aiacciu, a la costa occidental. Sortint de nivell del mar, els primers 95 km d'etapa són quasi sempre ascendents, amb tres ports de manera consecutiva entre els quilòmetres 70 i 95, els dos primers de tercera (km 70 i 85), i el darrer d'ells de segona categoria (km 95 i situat a 1.163 msnm). Un llarg descens de 50 km duu els ciclistes fins al darrer port del dia, una curta cota de tan sols 1 km però amb desnivells de fins al 9% a tan sols 12 km del final d'etapa. L'únic esprint intermedi es troba al km 33, a Castello-di-Rostino.

## Desenvolupament de l'etapa
Malgrat les nombroses caigudes del dia anterior, tots els ciclistes prengueren la sortida. Al tercer quilòmetre es configurà l'escapada del dia, després d'un atac de David Veilleux (Team Europcar), el qual és seguit per Blel Kadri (AG2R La Mondiale), Rubén Pérez (Euskaltel–Euskadi) i Lars Boom (Belkin Pro Cycling Team), que ja havia format part de l'escapada de l'etapa del dia anterior. Tot i els intents de Julien Simon (FDJ) per unir-s'hi, finalment no ho aconseguí. Els escapats aconseguiren una màxima diferència de poc més de tres minuts, però en l'ascensió al coll de la Serra Veilleux i Kadri es quedaren sols al capdavant, mentre que entre el gran grup es despenjà el líder Marcel Kittel (Argos-Shimano) i bona part dels esprintadors. Posteriorment Kadri es quedà sol al capdavant, però en els darrers metres del coll de Vizzavona va ser agafat per Pierre Rolland (Team Europcar), el qual passà en primera posició pel coll, cosa que li permeté liderar la classificació de la muntanya en acabar l'etapa. L'intent d'escapada de Rolland va ser aturat pel BMC Racing Team i el Team Sky, arribant el grup compacte a la darrera ascensió. Joan Antoni Flecha (Vacansoleil-DCM) i Cyril Gautier (Team Europcar) van ser els primers a atacar, però Flecha no pogué seguir el ritme de Gautier i va ser el francès el primer a passar pel cim, amb alguns segons sobre Christopher Froome (Team Sky), que sols es mantingué uns pocs quilòmetres al capdavant, fins que Nicolas Roche (Team Saxo-Tinkoff) el neutralitzà. A manca de set quilòmetres Gautier va ser agafat per sis corredors: Sylvain Chavanel (Omega Pharma-Quick Step), Jan Bakelants (RadioShack-Leopard), Jakob Fuglsang (Astana Qazaqstan Team), Gorka Izagirre (Euskaltel–Euskadi), Manuele Mori (Lampre-Merida) i novament Flecha. Tot i els intents per capturar-los per part del gran grup, els escapats arribaren al darrer quilòmetre amb poc més de 10 segons, moment que Bakelants aprofità per marxar en solitari. Bakelants resistí els embats del gran grup i s'emportà la victòria d'etapa amb un segon sobre Peter Sagan (Cannondale) i Michał Kwiatkowski (Omega Pharma-Quick Step), que encapçalaren un gran grup format per 92 corredors. El fins aleshores líder, Marcel Kittel, arribà a 17' 35" i cedí el liderat a Bakelants.

## Esprints
| Primer  | Lars Boom (NED)          | 20 pts |
| Segon   | David Veilleux (CAN)     | 17 pts |
| Tercer  | Blel Kadri (FRA)         | 15 pts |
| Quart   | Rubén Pérez (ESP)        | 13 pts |
| Cinquè  | André Greipel (GER)      | 11 pts |
| Sisè    | Peter Sagan (SVK)        | 10 pts |
| Setè    | Danny van Poppel (NED)   | 9 pts  |
| Vuitè   | Mark Cavendish (GBR)     | 8 pts  |
| Novè    | Matthew Goss (AUS)       | 7 pts  |
| Desè    | Alexander Kristoff (NOR) | 6 pts  |
| Onzè    | Gert Steegmans (BEL)     | 5 pts  |
| Dotzè   | Tom Veelers (NED)        | 4 pts  |
| Tretzè  | Nacer Bouhanni (FRA)     | 3 pts  |
| Catorzè | Marcel Kittel (GER)      | 2 pts  |
| Quinzè  | Sylvain Chavanel (FRA)   | 1 pt   |

| Primer  | Jan Bakelants (BEL)        | 30 pts |
| Segon   | Peter Sagan (SVK)          | 25 pts |
| Tercer  | Michał Kwiatkowski (POL)   | 22 pts |
| Quart   | Davide Cimolai (ITA)       | 19 pts |
| Cinquè  | Edvald Boasson Hagen (NOR) | 17 pts |
| Sisè    | Julien Simon (FRA)         | 15 pts |
| Setè    | Francesco Gavazzi (ITA)    | 13 pts |
| Vuitè   | Daryl Impey (RSA)          | 11 pts |
| Novè    | Daniele Bennati (ITA)      | 9 pts  |
| Desè    | Serguei Lagutin (UZB)      | 7pts   |
| Onzè    | Elia Favilli (ITA)         | 6 pts  |
| Dotzè   | Yukiya Arashiro (JPN)      | 5 pts  |
| Tretzè  | David Millar (GBR)         | 4 pts  |
| Catorzè | Bram Tankink (NED)         | 3 pts  |
| Quinzè  | Christophe Riblon (FRA)    | 2 pt   |

## Cotes
| Primer | Lars Boom (NED)   | 2 pts |
| Segon  | Rubén Pérez (ESP) | 1 pt  |

| Primer | Blel Kadri (FRA)     | 2 pts |
| Segon  | David Veilleux (CAN) | 1 pt  |

| Primer | Pierre Rolland (FRA)  | 5 pts |
| Segon  | Blel Kadri (FRA)      | 3 pts |
| Tercer | Brice Feillu (FRA)    | 2 pts |
| Quart  | Vassil Kirienka (BLR) | 1 pt  |

| Primer | Cyril Gautier (FRA)      | 2 pts |
| Segon  | Christopher Froome (GBR) | 1 pt  |

## Classificació de l'etapa
|    | Ciclista                   | Equip                   | Temps      |
| -- | -------------------------- | ----------------------- | ---------- |
| 1  | Jan Bakelants (BEL)        | RadioShack-Leopard      | 3h 43' 11" |
| 2  | Peter Sagan (SVK)          | Cannondale              | + 1"       |
| 3  | Michał Kwiatkowski (POL)   | Omega Pharma-Quick Step | + 1"       |
| 4  | Davide Cimolai (ITA)       | Lampre-Merida           | + 1"       |
| 5  | Edvald Boasson Hagen (NOR) | Team Sky                | + 1"       |
| 6  | Julien Simon (FRA)         | Sojasun                 | + 1"       |
| 7  | Francesco Gavazzi (ITA)    | Astana Qazaqstan Team   | + 1"       |
| 8  | Daryl Impey (RSA)          | Orica-GreenEDGE         | + 1"       |
| 9  | Daniele Bennati (ITA)      | Team Saxo-Tinkoff       | + 1"       |
| 10 | Serguei Lagutin (UZB)      | Vacansoleil-DCM         | + 1"       |

## Classificació general
|    | Ciclista                   | Equip                   | Temps      |
| -- | -------------------------- | ----------------------- | ---------- |
| 1  | Jan Bakelants (BEL)        | RadioShack-Leopard      | 8h 40' 03" |
| 2  | David Millar (GBR)         | Garmin-Sharp            | + 1"       |
| 3  | Julien Simon (FRA)         | Sojasun                 | + 1"       |
| 4  | Daryl Impey (RSA)          | Orica-GreenEDGE         | + 1"       |
| 5  | Edvald Boasson Hagen (NOR) | Team Sky                | + 1"       |
| 6  | Simon Gerrans (AUS)        | Orica-GreenEDGE         | + 1"       |
| 7  | Michał Kwiatkowski (POL)   | Omega Pharma-Quick Step | + 1"       |
| 8  | Serguei Lagutin (UZB)      | Vacansoleil-DCM         | + 1"       |
| 9  | Christophe Riblon (FRA)    | AG2R La Mondiale        | + 1"       |
| 10 | Cadel Evans (AUS)          | BMC Racing Team         | + 1"       |

## Classificacions annexes
|    | Ciclista                 | Equip         | Punts  |
| -- | ------------------------ | ------------- | ------ |
| 1r | Marcel Kittel (GER)      | Argos-Shimano | 47 pts |
| 2n | Peter Sagan (SVK)        | Cannondale    | 43 pts |
| 3r | Alexander Kristoff (NOR) | Team Katusha  | 41 pts |

|    | Ciclista             | Equip            | Punts |
| -- | -------------------- | ---------------- | ----- |
| 1r | Pierre Rolland (FRA) | Team Europcar    | 5 pts |
| 2n | Blel Kadri (FRA)     | AG2R La Mondiale | 5 pts |
| 3r | Cyril Gautier (FRA)  | Team Europcar    | 2 pts |

|    | Ciclista                 | Equip                   | Temps      |
| -- | ------------------------ | ----------------------- | ---------- |
| 1r | Michał Kwiatkowski (POL) | Omega Pharma-Quick Step | 8h 40' 04" |
| 2n | Romain Bardet (FRA)      | AG2R La Mondiale        | m. t.      |
| 3r | Nairo Quintana (COL)     | Movistar Team           | m. t.      |

|    | Equip              | Temps       |
| -- | ------------------ | ----------- |
| 1r | RadioShack-Leopard | 26h 01' 11" |
| 2n | Vacansoleil-DCM    | + 1"        |
| 3r | Orica-GreenEDGE    | + 1"        |

## Abandonaments
No es produí cap abandonament.